# Байер, Рональд
Ро́нальд Ба́йер (англ. Ronald Bayer) — американский политолог. Профессор кафедры социомедицинских наук (с 1991) Центра истории и этики общественного здоровья Мэйлманской школы общественного здоровья Колумбийского университета. Член Национальной академии медицины (прежний Медицинский институт Национальной академии наук США) (с 2002). Консультант Всемирной организации здравоохранения по этическим вопросам в области СПИД и туберкулёза.

## Биография
В 1964 году получил бакалавра гуманитарных наук по политологии в Харпурском колледже Университета штата Нью-Йорк. В 1967 году получил магистра гуманитарных наук по политологии и в 1976 году — доктора философии по политологии в Чикагском университете.
В 1978—1988 годах работал научным сотрудником в области политологии в Гастингском центре — исследовательском институте, посвященном изучению этических вопросов в медицине и других науках о жизнедеятельности человека.
В 1988—1993 годах — старший советник ВИЧ/СПИД центра медицинских и поведенческих исследований Психиатрического института штата Нью-Йорк; в 1993—1995 годах — ответственный исследователь группы по вопросам этики, политики и права; 2002—2005 — руководитель группы по вопросам этики, политики и правам человека; 2005 года является соруководителем группы по вопросам этики и политики.
В 1988—1991 годах — ассоциированный профессор, а с 1991 года — профессор кафедры социомедицинских наук Центра истории и этики общественного здоровья Мэйлманской школы общественного здоровья Колумбийского университета.
С 2001 года — член Совета по укреплению здоровья и профилактике заболеваний Медицинского института Национальной академии наук США; с 2003 года — член Совета по здоровью населения; в 2000—2004 годах — член Комитета проверки безопасности иммунизации; в 2001—2004 годах — член Комитета по эпидемиологическим данным и чрезвычайному закону о помощи больным ВИЧ/СПИДом имени Райана Уайта; в 2003-2005 годах — член Комиссии проверки вакцинации оспы.
С 2008 года — член подкомитета по этике Совета при Руководителе Центров по контролю и профилактике заболеваний США.

## Научная деятельность
Научные работы д-ра Байера рассматривают этические и политические вопросы в охране общенационального здоровья с особым акцентом на проблемах ВИЧ/СПИД, туберкулёзе, незаконном обороте наркотиков и табака. В более широком смысле его цель — этика (этичность) в сфере общественного здоровья.
Состоит в IOM в совете по пропаганде здорового образа жизни и предотвращении заболеваний, в разное время работал в комитетах по вопросам влияния на социум ВИЧ/СПИДа, снижения заболеваемости туберкулёзом, по вопросам безопасности вакцин, вакцинации против оспы.
Его работы по ВИЧ/СПИДу публиковались в научных журналах «Медицинском журнале Новой Англии», «Журнале Американской медицинской ассоциации», The Lancet, «Американском журнале общественного здоровья», а также ежеквартальном издании The Milbank Quarterly.

## Награды
- New York Times, Notable Books of the Year (1989)[1]
- American Library Association, Outstanding Books (1989)[1]
- Britannica Book of the Year (1990)[1]
- Member, Institute of Medicine (2002)[1]
- Robert Wood Johnson Foundation[англ.], Health Policy Investigator Award (2005)[1]

## Научные труды

### Монографии
- «Гомосексуальность и американская психиатрия: политика диагноза» (Homosexuality and American Psychiatry: The Politics of Diagnosis Архивная копия от 19 апреля 2021 на Wayback Machine, Princeton University Press, 1981) ISBN 0-465-03048-3
- «Приватные решения и публичные последствия: СПИД и политика общественного здоровья» (Private Acts, Social Consequences: AIDS and the Politics of Public Health, 1989) ISBN 0-8135-1624-2
- «СПИД в индустриализированной демократии: страсти, политика и принципы» (AIDS in the Industrialized Democracies: Passions, Politics and Policies, 1991) ISBN 0-8135-1822-9
- «Противостояние наркополитике: незаконные наркотики в свободном обществе» (Confronting Drug Policy: Illicit Drugs in a Free Society, 1993) ISBN 0-521-44115-3
- «Кровная вражда: кровь, СПИД и политика медицинского бедствия» (Blood Feuds: Blood, AIDS and the Politics of Medical Disaster, 1999) ISBN 0-19-512929-6
- «Врачи СПИДа: голоса из очага эпидемии» (AIDS Doctors: Voices from the Epidemic, 2000) ISBN 0-19-515239-5
- «Смертельные тайны: правда и ложь в век СПИДа» (Mortal Secrets: Truth and Lies in the Age of AIDS, 2003) ISBN 0-8018-7427-0
- «Без фильтра: конфликты между табачной политикой и общественным здоровьем» (Unfiltered: Conflicts over Tobacco Policy and Public Health, 2004) ISBN 0-674-01334-4
- Searching Eyes: Privacy, the State, and Disease Surveillance in America (University of California Press, 2007), в соавторстве с Amy L. Fairchild и James Colgrove
- Shattered Dreams?: An Oral History of the South African AIDS Epidemic (Oxford University Press, 2007), в соавторстве с Gerald M. Oppenheimer